# آر سي 6
آر سي 6 (RC6) في علم التعمية هي شيفرة كتلية متناظرة مشتقة من شفرة آر سي 5 (RC5). قام بتصميمها كل من رون ريفست، مات روبشو، راي سيدني ويكون ليزا لين لتتوافق مع شروط الاشتراك بمسابقة معيار التشفير المتطور. حيث كانت إحدى خمس شيفرات بلغت المرحلة النهائية من المسابقة لكنها خسرت لصالح شفرة AES. كما تم إدراجها ضمن مشاريع نيسي (NESSIE) وكريبترك (CRYPTREC). سجلت كبراءة اختراع لصالح آر اس اي سكيوريتي (RSA Security)
تتعامل آر سي 6 مع كتل ذو حجم 128 بت وتدعم استخدام مفاتيح تشفير بطول 128، 192 و256 بت. كما تشبه بنيتها بشكل كبير شفرة آر سي 5 حيث تتضمن في تصميمها دورات تعتمد على البيانات إضافة لاستخدامها عمليتي الجمع المقاسي والخيار المقصور (XOR). لكنها تختلف عنها باستخدامها عملية جداء تجعل الدورة تعتمد على كل بت من الكلمة بدلا من اعتمادها عل بضع من البتات الأقل دلالة (least significant).

## الترخيص
لايوجد تصريح رسمي يبين الترخيص الذي تخضع له الشفرة ولكن يوجد بيان على الموقع الرسمي لمطوريها RSA Security يفيد بأنه في حال فوز الشفرة بالمسابقة فإن RSA Security لن تطالب بأي مقابل مادي لقاء الترخيص أو حقوق الملكية.

## وصلات خارجية
- موقع RSA Security

1. ↑   https://people.csail.mit.edu/rivest/pubs/RRSY98.pdf. {{استشهاد ويب}}: |url= بحاجة لعنوان (مساعدة) والوسيط |title= غير موجود أو فارغ (من ويكي بيانات) (مساعدة)